# Provincia de Pursat
La Provincia de Pursat es una provincia del Reino de Camboya localizada en el occidente del país. Sus límites son el N Lago Sap, la Provincia de Siem Riep y la Provincia de Kompung Thom, E Provincia de Kompung Chinang, S Provincia de Kompung Speu y Provincia de Koh Kong, O Tailandia. Su capital es la Ciudad de Pursat.

## Historia
La Provincia es célebre por uno de los héroes nacionales, Khleang Moeung que, según la tradición, fue el responsable de la derrota de los tailandeses en 1605. Su tumba se encuentra en Banteay Chey.

## Geografía
La Provincia es cruzada de sur a norte por el río Stung Pursat que desemboca en el Lago Sap. Un atractivo de la región son los mercados flotantes. 

## División política
La Provincia está dividida en seis distritos:
- 1501 Bakan
- 1502 Kandieng
- 1503 Krakor
- 1504 Phnum Kravanh
- 1505 Sampov Meas
- 1506 Veal Veaeng